# The Beatles at the Hollywood Bowl
The Beatles at the Hollywood Bowl è il primo album live del gruppo musicale britannico The Beatles.

## Storia
Contiene 13 brani registrati all'Hollywood Bowl di Los Angeles, in due concerti tenuti il 23 agosto 1964 e il 29 agosto 1965. È stato il secondo tentativo di registrazione dal vivo di un concerto dei Beatles. Il primo doveva essere registrato al Cavern Club e pubblicato con il nome Off The Beatles Tracks come loro primo album, al posto di Please Please Me.

### I concerti, la registrazione ed il mixaggio
Il primo tentativo fu il 23 agosto 1964; poche tracce sono di questo primo concerto perché il microfono di Paul McCartney ha funzionato male per buona parte del concerto. Poco più di un anno dopo, il 29 ed il 30 agosto 1965 i Beatles ritornarono, e vennero nuovamente registrati. I nastri dei tre concerti vennero affidati a George Martin e all'ingegnere del suono Geoff Emerick. Il primo, poco dopo la consegna dei nastri ha dichiarato che aveva bocciato il progetto quando si era accorto che i vari strumenti erano su canali audio differenti, ed anche per il caos provocato dai 18000 fan presenti nei tre concerti presi in considerazione. Nel 1971 i nastri vennero affidati a Phil Spector, ma anch'egli si arrese per le stesse ragioni. Della versione pubblicata si occupò infine Martin nel 1977, sotto spinta della Capitol Records. Egli ricorda che il principale a spingerlo era proprio il presidente, l'amico Bhaskar Menon. George Martin è riuscito ad utilizzare un solo nastro, eccetto per Dizzy Miss Lizzy, che è il risultato dell'unione di due nastri, uno del 29 ed uno del 30 agosto 1965

### La pubblicazione

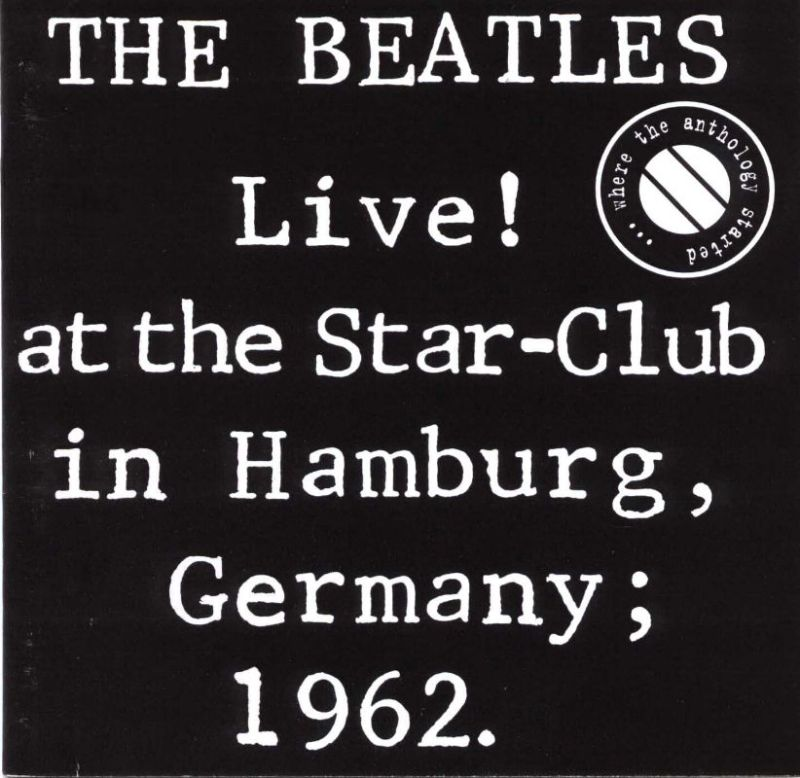
La copertina del bootleg dei concerti ad Amburgo.

I fan aspettavano da molto tempo un live della band, ed inoltre la Capitol aveva deciso di ostacolare l'apparizione nelle classifiche di un doppio 33 giri che conteneva un concerto dei Beatles allo Star-Club, pubblicato nel bootleg Live! at the Star-Club in Hamburg, Germany; 1962, che stava uscendo in quel periodo. L'impresa funzionò: il disco ufficiale raggiunse il numero uno nella Official Albums Chart, dove sostò per una settimana ed in Giappone per 3 settimane, mentre il bootleg, distribuito dalla Lingasong Records, non arrivò al centesimo posto. Nella Billboard 200 arriva in seconda posizione, in Austria in terza, in Norvegia in quarta, in Canada in ottava ed in Germania Ovest in decima.

### La riedizione su CD
È stato pubblicato ufficialmente su Compact disc il 9 settembre 2016, in versione remixata e rimasterizzata, con l'aggiunta di altre quattro canzoni non comprese nella prima edizione su LP. Il produttore è il figlio di George Martin, Giles.

### Registrazione
- Twist and Shout: 30 agosto 1965
- She's a Woman: 30 agosto 1965
- Dizzy Miss Lizzy: versioni del 29 e del 30 agosto 1965 mixate in studio
- Ticket to Ride: 29 agosto 1965
- Can't Buy Me Love: 30 agosto 1965
- Things We Said Today: 23 agosto 1964
- Roll Over Beethoven: 23 agosto 1964
- Boys: 23 agosto 1964
- A Hard Day's Night: 30 agosto 1965
- Help!: 29 agosto 1965
- All My Loving: 23 agosto 1964
- She Loves You: 23 agosto 1964
- Long Tall Sally: 23 agosto 1964
- You Can't Do That: 23 agosto 1964
- I Want to Hold Your Hand: 23 agosto 1964
- Everybody's Trying to Be My Baby: 30 agosto 1965
- Baby's in Black: 30 agosto 1965

## Tracce
Tutte le canzoni sono accreditate a John Lennon e Paul McCartney, eccetto dove indicato.
Lato A
1. Twist and Shout (Medley - Russell)
2. She's a Woman
3. Dizzy Miss Lizzy (Williams)
4. Ticket to Ride
5. Can't Buy Me Love
6. Things We Said Today
7. Roll Over Beethoven (Berry)

Lato B
1. Boys (Dixon-Farrell)
2. A Hard Day's Night
3. Help!
4. All My Loving
5. She Loves You
6. Long Tall Sally (Blackwell - Johnson - Penniman)

### Bonus Tracks dell'edizione 2016Live at the Hollywood Bowl
1. You Can't Do That
2. I Want to Hold Your Hand
3. Everybody's Trying to Be My Baby (Carl Perkins)
4. Baby's in Black

## Formazione
The Beatles
- John Lennon - voce nelle tracce 1, 3, 4, 9, 10 e 12, chitarra ritmica, cori, chitarra solista nella traccia 13
- Paul McCartney - voce nelle tracce 2, 5, 6, 11, 12, 13, basso elettrico, seconda voce nella traccia 9, cori
- George Harrison - voce nella traccia 7, chitarra solista, cori
- Ringo Starr - voce nella traccia 8, batteria

Crediti
- Voyle Gilmore, George Martin - produttore
- Geoff Emerick: ingegnere del suono
- Giles Martin: remix edizione 2016